# Grande Barreira de Coral
A Grande Barreira de Coral Australiana é uma imensa faixa de corais composta por cerca de 2 900 recifes, 600 ilhas continentais e 300 atóis de coral, situada entre as praias do nordeste da Austrália e Papua-Nova Guiné, que possui 2 200 quilômetros de comprimento, com largura variando de 30 km a 740 km.
A Grande Barreira de Coral pode ser vista do espaço e é a maior estrutura do mundo feita unicamente por organismos vivos. As estruturas dos recifes são compostas por milhares de milhões de minúsculos organismos, conhecidos como pólipos de coral. Ela suporta uma grande biodiversidade e foi eleita um dos patrimônios mundiais da Humanidade em 1981. Ela também foi eleita pelo canal de TV americano CNN como uma das Sete maravilhas naturais do mundo, e uma das finalistas na lista elaborada pela Fundação New7Wonders. O Conselho Nacional de Queensland também nomeou como um dos símbolos estaduais do estado australiano de Queensland. Uma grande parte do recife é protegido pelo Parque Marinho de Grande Barreira de Corais, que ajuda a limitar os impactos do uso humano, como pesca e turismo. Outras pressões ambientais sobre o recife envolvem o escoamento superficial, as alterações climáticas acompanhadas do embranquecimento maciço dos corais e surtos na população de estrelas-do mar coroa-de-espinhos, que se alimenta dos corais.
A Grande Barreira de Coral tem sido conhecida pelo seu uso pelos aborígenes locais e pelos nativos da Ilhas do Estreito de Torres, e é um importante componente para a cultura local. A Grande Barreira é um importante destino turístico especialmente nas regiões das ilhas de Whitsunday e da cidade de Cairns. O turismo é uma importante atividade para a região, movimentando até 8 bilhões de dólares por ano.
A saúde da Grande Barreira, que abriga 400 tipos de coral, 1 500 espécies de peixes e 4 000 variedades de moluscos, começou a se deteriorar na década de 1990 pelo duplo impacto do aquecimento de água do mar e o aumento de sua acidez pela maior presença de dióxido de carbono na atmosfera.

## Biodiversidade

Uma variedade de corais coloridos no Recife Flynn próximo a Cairns

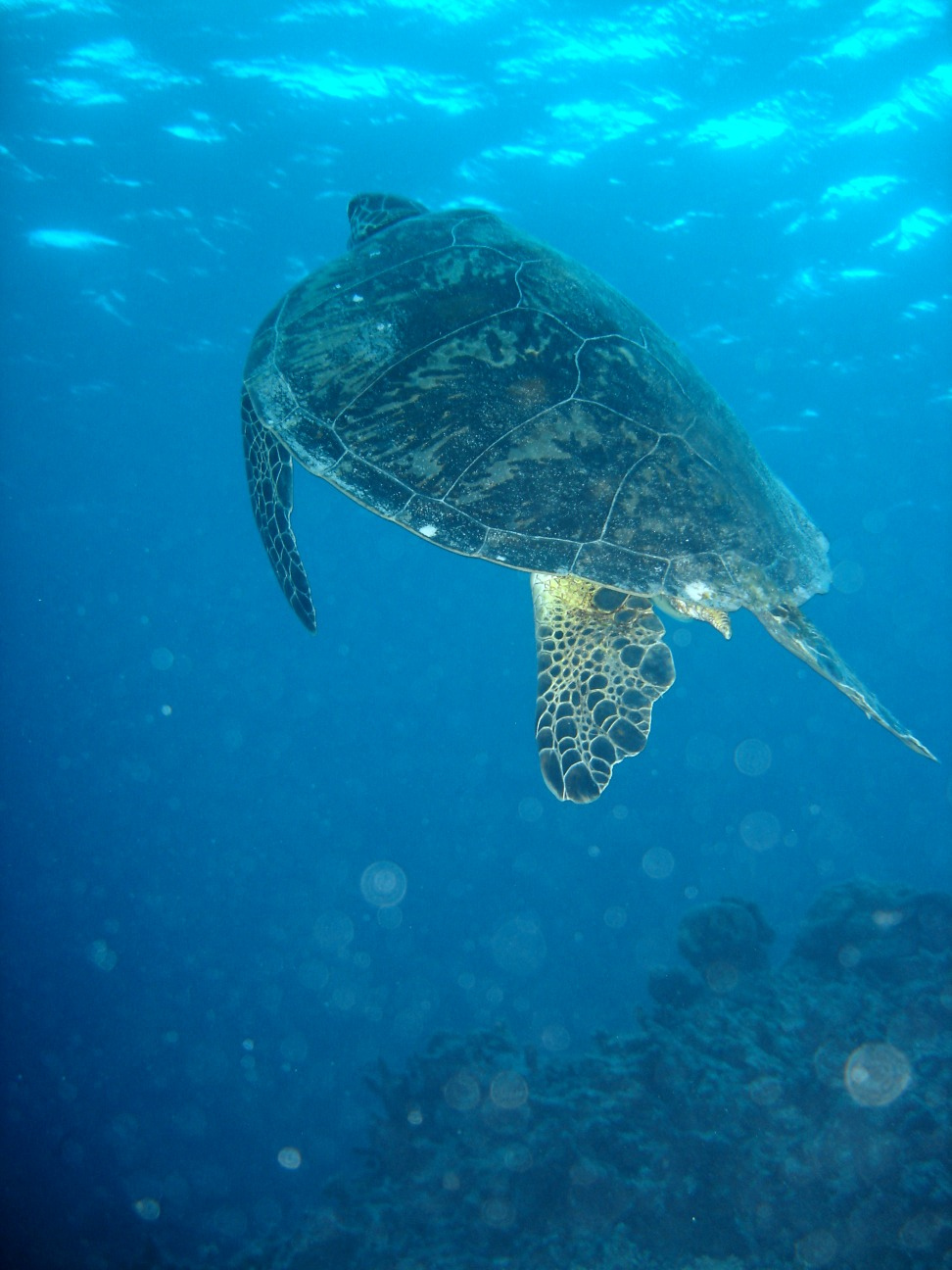
Tartaruga-verde na Grande Barreira de Corais

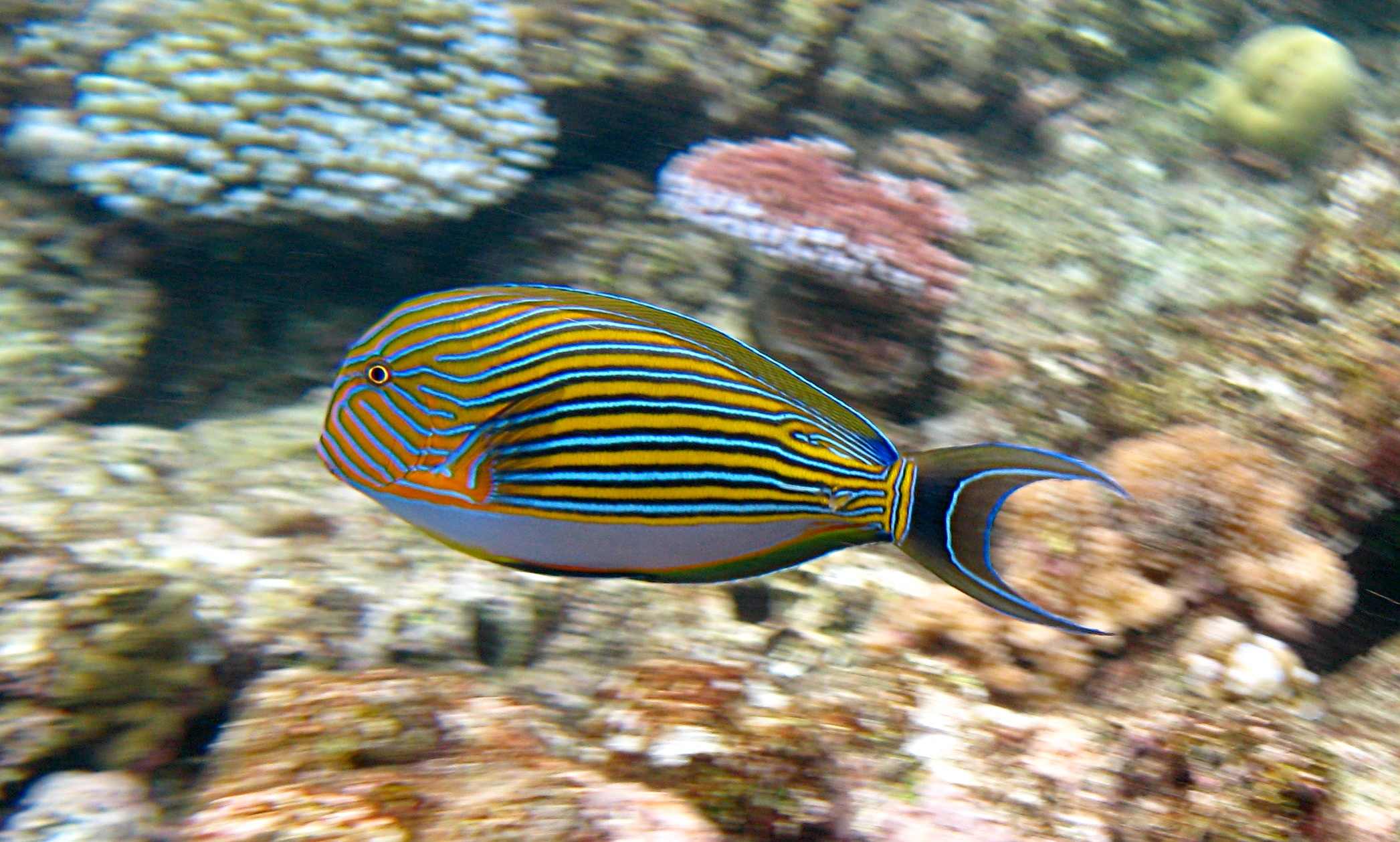
Um peixe da espécie acanthus lineatus nadando no Recife Flynn

A Grande Barreira suporta uma grande biodiversidade, incluindo muitas espécies vulneráveis ou ameaçadas de extinção, alguns dos quais podem ser consideradas endêmicas para esse tipo de ecossistema.
Foram registrados trinta espécies de baleias, golfinhos e botos, incluindo a baleia-de-minke-anã, o golfinho jubarte do indo-pacífico e a baleia jubarte. Grandes populações de dugongos também vivem lá.
Seis espécies de tartarugas marinhas vêm para o recife para se reproduzir - a tartaruga verde, tartaruga-de-couro, tartaruga-de-pente, tartaruga-comum, natator depressus e a tartaruga-oliva. As tartarugas-verde na Grande Barreira de Coral possuem duas populações geneticamente distintas, uma na parte norte do recife e outra na parte sul. Quinze espécies de ervas marinhas atraem os dugongos e tartarugas, e fornecem o habitát dos peixes. Os gêneros mais comuns de algas marinhas são a Halophila e Halodule.
Os crocodilos-de-água-salgada vivem em pântanos de mangue e sal próximo ao recife. A distribuição da população ainda não foi estudada, mas a densidade é ampla, porém baixa. Cerca de 125 espécies de tubarões e arraias vivem no recife. Perto de 5 000 espécies de moluscos foram registrados no recife, incluindo a ostra-gigante e vários nudibrânquios e conus. Quarenta e nove espécies de pipefish e nove espécies de cavalos-marinhos foram registradas. Pelo menos sete espécies de sapos habitam as ilhas.
215 espécies de aves (incluindo 22 espécies de aves marinhas e 32 espécies de aves de rochas) visitam o recife ou constroem seu ninho nas ilhas, incluindo as águias Haliaeetus leucogaster e a andorinha-do-mar-rosada. A maior parte dos ninhos ficam em ilhas nas regiões norte e sul da Grande Barreira de Coral, com mais de 1 400 000 pássaros usando esses ninhos. As ilhas da Grande Barreira também suportam 2 195 espécies de plantas conhecidas, sendo que três dessas são endêmicas. As ilhas do norte possuem de 300 a 350 espécies de plantas que tendem a ser arborizadas, enquanto as ilhas do sul possuem 200, que tendem a ser gramíneas; a região de Whitsunday é a mais diversa, abrigando 1 141 espécies. As plantas são polinizadas e espalhadas por pássaros.
Dezessete espécies de serpentes marinhas vivem em águas quentes até 50 metros (160 pés) de profundidade e são mais comuns no sul do que ao norte. Nenhuma espécie encontrada na área considerada Patrimônio Mundial é endêmica, ou corre risco de extinção.
Mais de 1 500 espécies de peixes vivem no recife, incluindo o peixe-palhaço, e várias espécies de Lutjanidae e a truta de coral. Quarenta e nove espécies desovam em massa, enquanto 84 outras espécies desovam em outros lugares na sua faixa.
Há pelo menos 330 espécies de ascídias sobre o sistema de recifes com o diâmetro variando de 1 a 10 centímetros. Entre 300 e 500 espécies de brizoários vivem no recife.
Quatrocentas espécies de corais, tanto corais duros e corais moles habitam os recifes. A maioria deles liberam gametas para reprodução em eventos de desova em massa, que são acionados pela temperatura do mar de primavera e verão, ou ciclo lunar, e o ciclo solar. Recifes dentro da Grande Barreira de Coral desovam durante uma semana após a lua cheia em outubro, enquanto os recifes exteriores desovam em novembro e dezembro. Corais moles comuns pertencem a 36 gêneros. Quinhentas espécies de algas marinhas vivem nos recifes, incluindo treze espécies do gênero Halimeda, que deposita montes de calcário de até 100 metros de largura, criando miniecossistemas em sua superfície que foram comparados com uma cobertura florestal.

## Ameaças

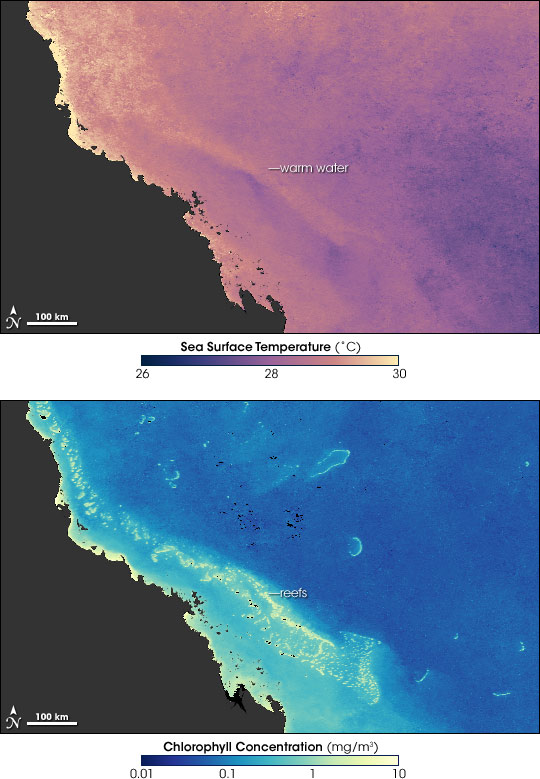
Temperatura do oceano e branquamento dos corais

Apesar da biodiversidade que representa, a grande barreira coralina corre risco de extinção, em razão da poluição marítima e do aquecimento anormal das águas, causado pelo fenômeno climático El Niño.
O processo de branqueamento (perda de pigmentos e de algas associadas aos tecidos dos corais) produz um número crescente de vítimas no recife, interferindo em sua biodiversidade. Para resolver ou minimizar o problema, o Fundo Mundial para a Natureza vem aumentando a sua área de proteção na grande barreira coralina, que é considerada um patrimônio da Humanidade.
Em 2016 pesquisadores da Universidade James Cook na Austrália anunciaram que cerca de 35% dos recifes de corais estão mortos ou morrendo devido ao branqueamento de corais. Os pesquisadores usaram imagens áreas e subaquáticas de 84 recifes ao longo de do norte e no centro da Barreira de Corais, entre Townsville e Papua Nova Guiné. Um estudo publicado em outubro de 2020 diz que a Grande Barreira de Corais perdeu mais da metade de seus corais desde 1995.

## Uso humano

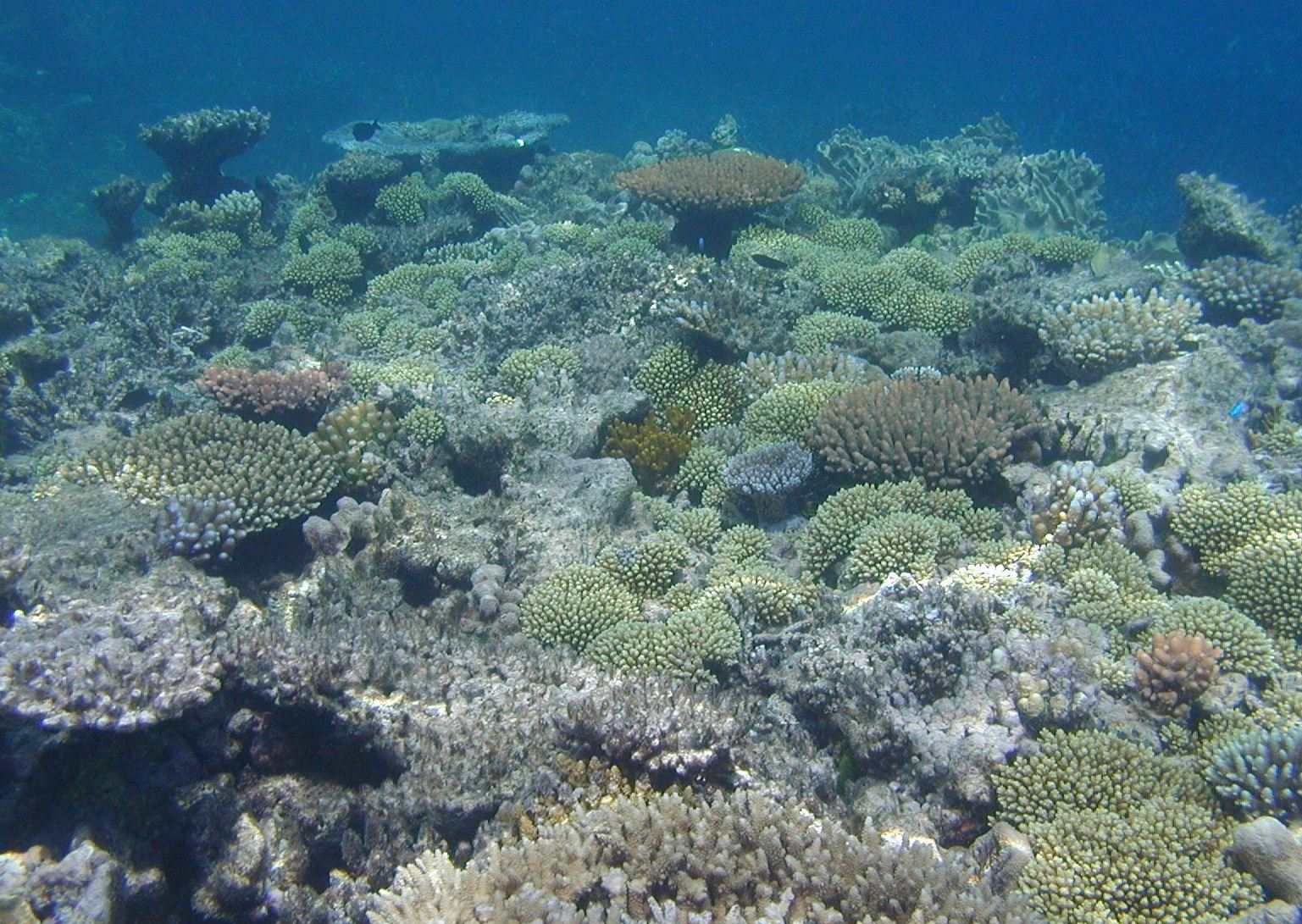
Corais em Queensland.

A Grande Barreira de Coral tem sido utilizada pelos aborígenes australianos e povos do Estreito de Torres. Os aborígenes nativos vivem na região há pelo menos 40 000 anos, e a população do Estreito está ali desde cerca de 10 000 anos atrás. Para esses 70 ou mais grupos e clãs, o recife é também uma importante característica cultural.
Em 1768, Louis de Bougainville descobriu o recife durante uma missão exploratória, mas não reivindicou a área para os franceses. Em 11 de junho de 1770, a HM Bark Endeavour, capitaneado pelo explorador James Cook, encalhou na Grande Barreira de Coral e sofreu danos consideráveis. Entretanto, um dos naufrágios mais notáveis foi o do HMS Pandora, que afundou em 29 de agosto de 1791, matando 35 pessoas. O Museu de Queensland chegou a levar equipes de arqueólogos para fazer escavações em busca do Pandora desde 1983. Durante o século XIX, algumas das ilhas se tornaram minas e depósitos de guano, e faróis. Em 1922, o Comitê da Grande Barreira de Coral começou fazer pesquisas no recife.